# Oblast Orenburg
De oblast Orenburg (Russisch: Оренбургская область, Orenboergskaja oblast) of Orenboerzje (Оренбуржье) is een oblast (bestuurlijke eenheid) van Rusland. De oblast ligt in het zuiden van Rusland, gedeeltelijk in Europa en gedeeltelijk in Azië. In het zuiden van het gebied loopt de lange grens met Kazachstan. Het grenst in het westen aan de oblast Samara en in het oosten aan de oblast Tsjeljabinsk. In het noorden grenst het gebied aan de autonome republiek Basjkirostan en is er een korte gemeenschappelijke grens met de autonome republiek Tatarije.
In de oblast liggen de zuidelijke uitlopers van het gebergte Oeral en de belangrijkste rivier is de Oeral.

## Bevolking
De bevolking van de regio bestaat voor het grootste deel uit Russen. Hoewel dat vanzelfsprekend lijkt, moet niet vergeten worden dat de regio zowel in het noorden als het zuiden door republieken van andere volkeren begrensd wordt, en dat het deel uitmaakt van een “Russische gordel” richting Azië. De bevolking bestaat voor 72% uit Russen, 7% Wolga-Tataren, en 5% Kazachen. Kleine minderheden zijn Oekraïners, Mordwienen, Basjkieren, en ook Russische Duitsers. Deze laatsten bewonen (of beter: bewoonden voor dat ze emigreerden naar de Bondsrepubliek Duitsland) het grensgebied met Kazachstan rondom Sol-Iletsk.

## Economie
Belangrijkste economische activiteiten in de regio zijn de winning van aardolie en aardgas, en de raffinage van aardolie.
Er zijn twee grote steden in de oblast: Orenburg en de aardoliestad Orsk in het uiterste oosten.

## Demografie
| 1897      | 1926    | 1939      | 1959      | 1970      | 1979      | 1989      | 2002      |
| --------- | ------- | --------- | --------- | --------- | --------- | --------- | --------- |
| 1.600.145 | 773.254 | 1.676.668 | 1.829.481 | 2.049.976 | 2.088.150 | 2.174.459 | 2.179.551 |